# VR Snabbtåg Sverige
VR Snabbtåg Sverige AB (tidigare MTR Express (Sweden) AB med varumärket MTRX) bedriver tågtrafik med snabbtåg mellan Göteborg och Stockholm. 
Företaget etablerades som ett resultat av avregleringen av fjärrtågstrafiken år 2010. Företaget var ursprungligen ett dotterbolag till MTR Nordic som i sin tur tillhör det Hongkong-baserade MTR Corporation, en av världens största aktörer inom järnväg och infrastrukturutveckling. Den 5 mars 2020 bytte företaget varumärke från MTR Express till MTRX. Den 30 maj 2024 övergick ägandet till finska VR Group.  Den 17 juni 2024 bytte bolaget namn till VR Snabbtåg Sverige AB.

## Trafik
Företaget började den 21 mars 2015 trafikera linjen Stockholm-Göteborg under varumärket MTR Express.
Mellan Stockholm och Göteborg stannar tågen alltid i Skövde. De stannar också på någon eller några av stationerna Flemingsberg, Södertälje syd, Katrineholm, Falköping, Herrljunga och Alingsås.
Sommartid körs även ett tåg mellan Stockholm/Göteborg och Ängelholm med uppehåll i Varberg, Falkenberg, Halmstad, Laholm och Båstad.

## Fordon
VR Snabbtåg Sverige har sex tågsätt av typ X74 med en maxhastighet på 200 km/h. X74 är tillverkad av schweiziska Stadler Rail.
VR förbereder 2025 inköp av nya fordon för trafik i Sverige.

## Konkurrensfrågor
Företaget är den första större utmanaren till den tidigare monopolisten SJ AB, efter att den svenska marknaden för persontågstrafik öppnats upp för konkurrens i flera steg. Det sista steget togs av alliansregeringen och sedan 2010 är det möjligt för andra tågbolag att konkurrera med SJ fullt ut på alla linjer i Sverige. SJ har sedan tidigare inget samhällsuppdrag, utan verkar på kommersiella villkor med uppdraget att leverera en avkastning till ägaren svenska staten.
Företaget har framfört kritik mot att det inte är konkurrens på likvärdiga och rättvisa villkor, utan att SJ åtnjuter fördelar till följd av sitt långa monopol. Ett exempel är frågan om biljettförsäljning, där SJ.se är den dominerande säljkanalen i Sverige. Andra bolag, exempelvis Öresundståg, Snälltåget och SL, tillåts sälja sina biljetter på SJ.se medan dåvarande MTRX som enda tågbolag nekats. Företaget har i artiklar kommenterat den negativa påverkan på konsumentnytta och konkurrens som SJ.se:s dominans i marknaden ger.
Ett annat exempel där företaget hävdar att det inte är konkurrens på likvärdiga villkor är frågan om Trafikverkets sätt att fördela spårkapacitet. Enligt en debattartikel gynnas SJ:s snabbtåg i denna process, trots att Järnvägslagen anger att processen ska vara konkurrensneutral. Företaget anmälde 2018 SJ till Konkurrensverket.
Det finns dock konsensus kring de positiva effekter som konkurrensen ger, inte minst i form av lägre biljettpriser.[källa behövs] Både MTR och SJ uppgav att SJ sänkt sina biljettpriser med 10-15 procent sedan MTRX gick in på marknaden. MTRX uppgav 2016 att deras priser i snitt är cirka 20 procent lägre än SJ:s.
Företaget har i flera omgångar gjort så kallade "guerilla-kampanjer" på Göteborg C och Stockholm C, där kunder som haft en SJ-biljett getts möjligheten att testa MTRX gratis.

## Biljettlöst resande
Företaget är den första tågoperatören i Sverige som inte ställer ut någon fysisk eller digital biljett. Biljetterna är personliga och någon form av legitimation är det enda som krävs. Passagerarna behöver inte bli störda av biljettkontroller ombord, eftersom tanken är att om någon bokat en plats är det vederbörande som sitter där. Personalen behöver i första hand kontrollera att ingen sitter på obokade platser.

## Bilder

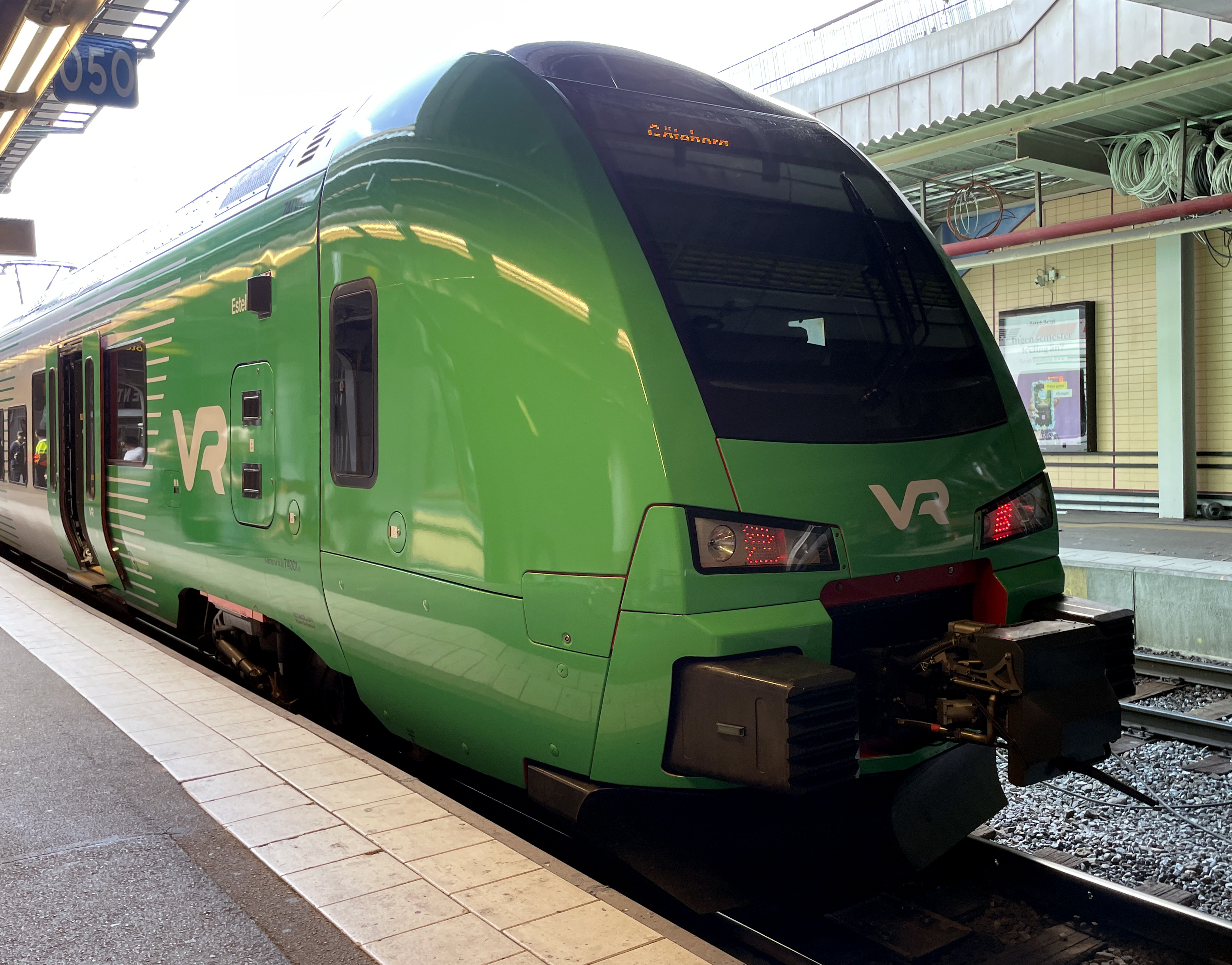
VR X74 tåg (2024)
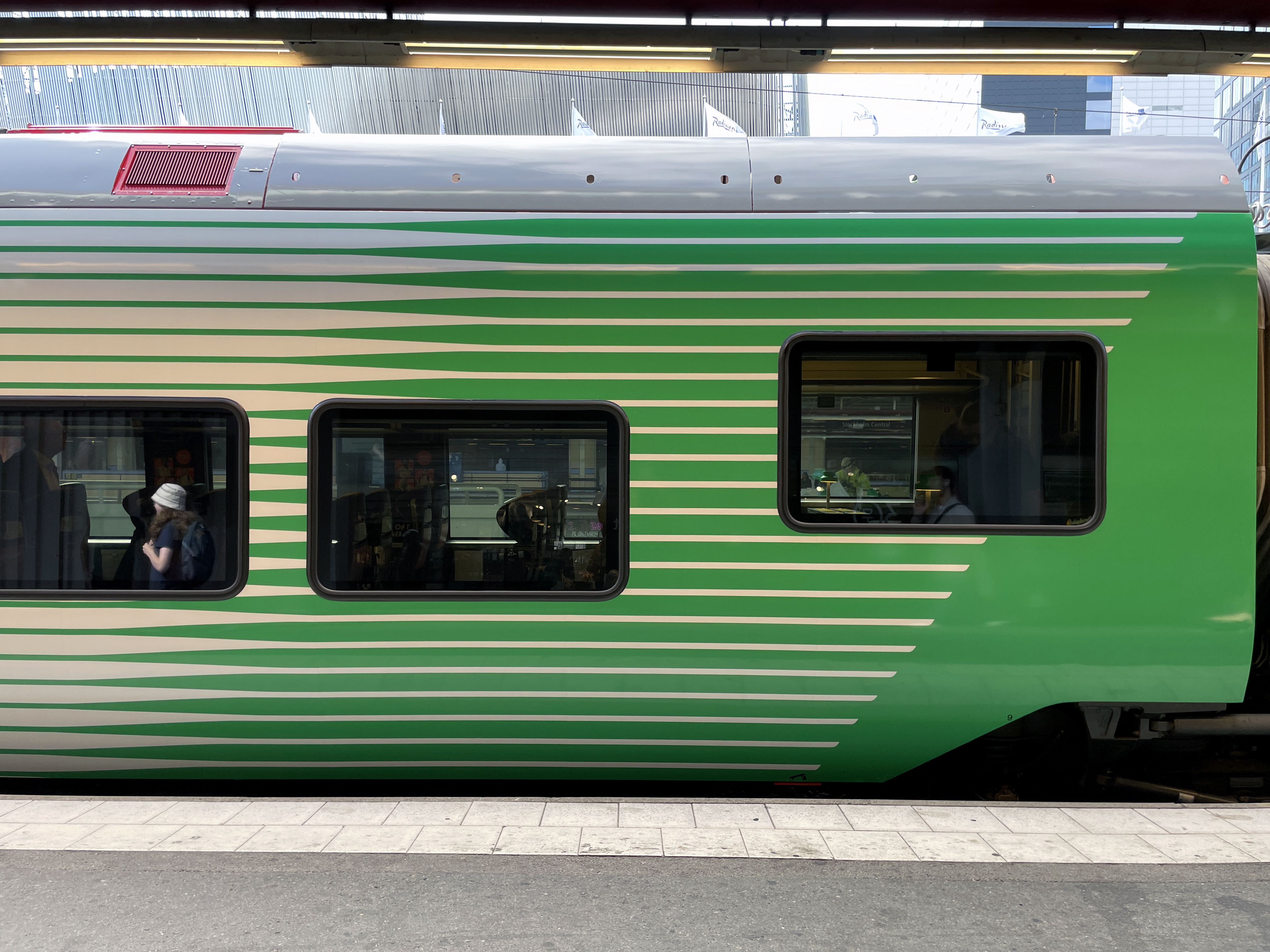
VR X74 tåg (2024)
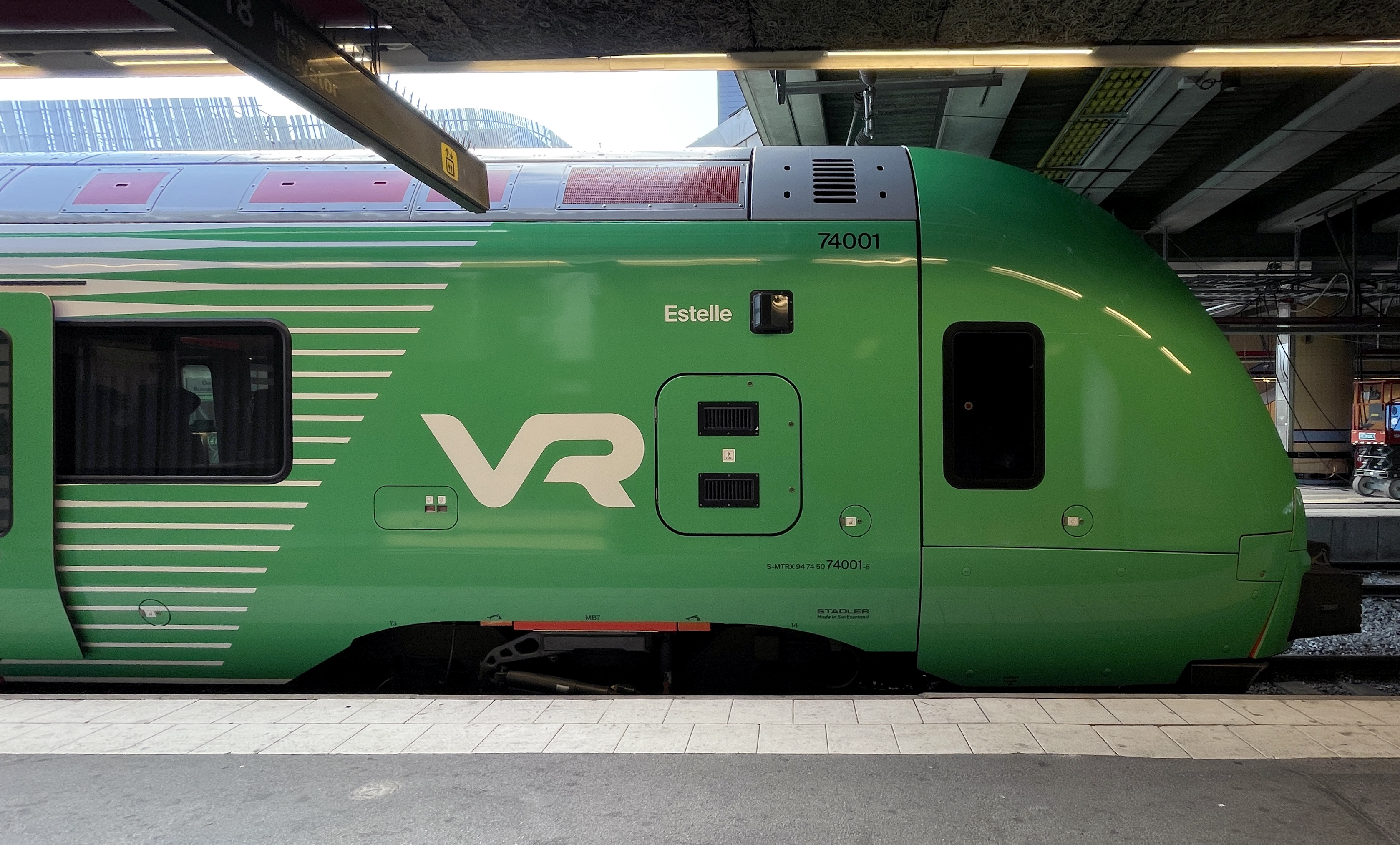
VR X74 tåg "Estelle" (2024)
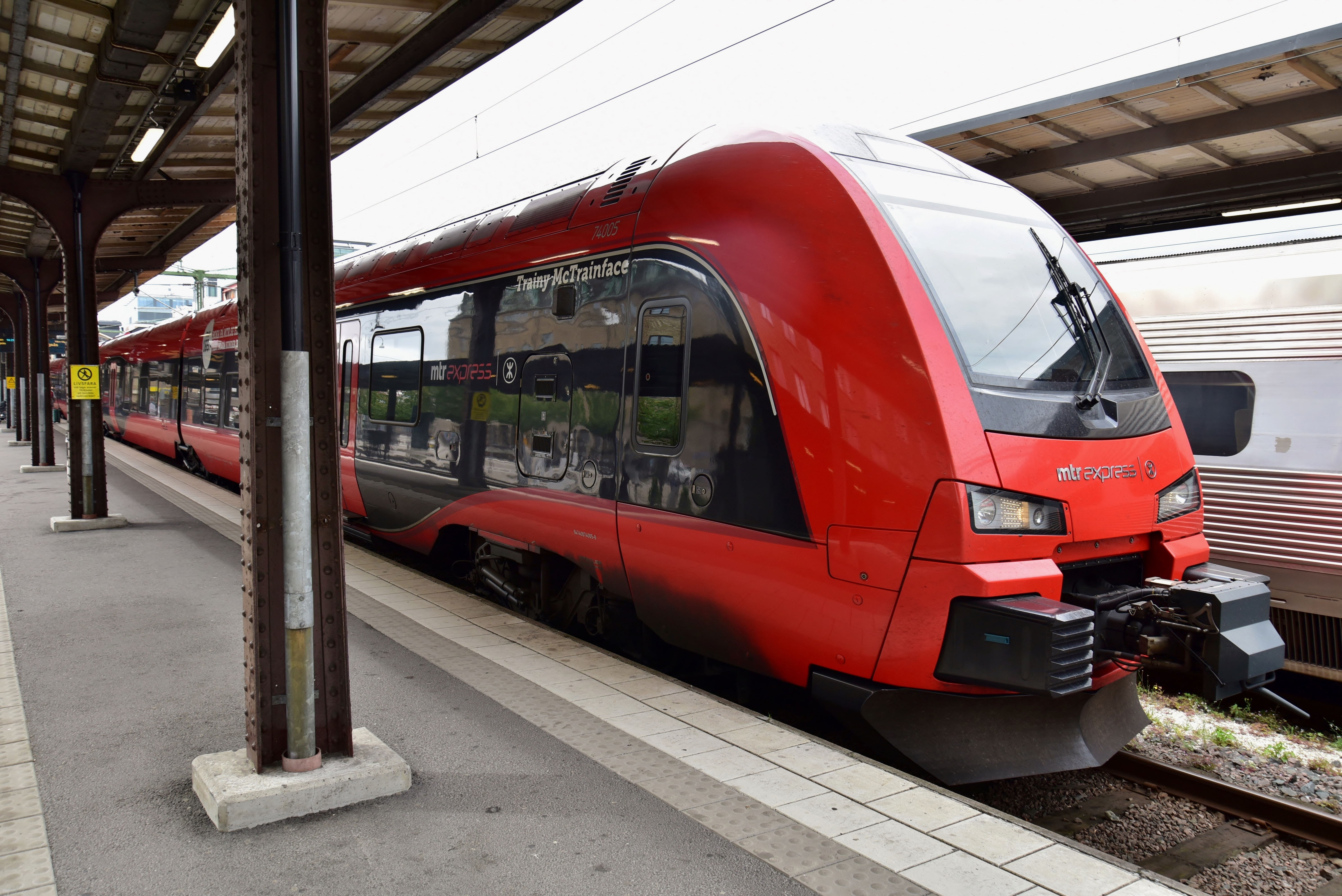
MTRX-tåget Trainy McTrainface på Göteborgs centralstation, 2019
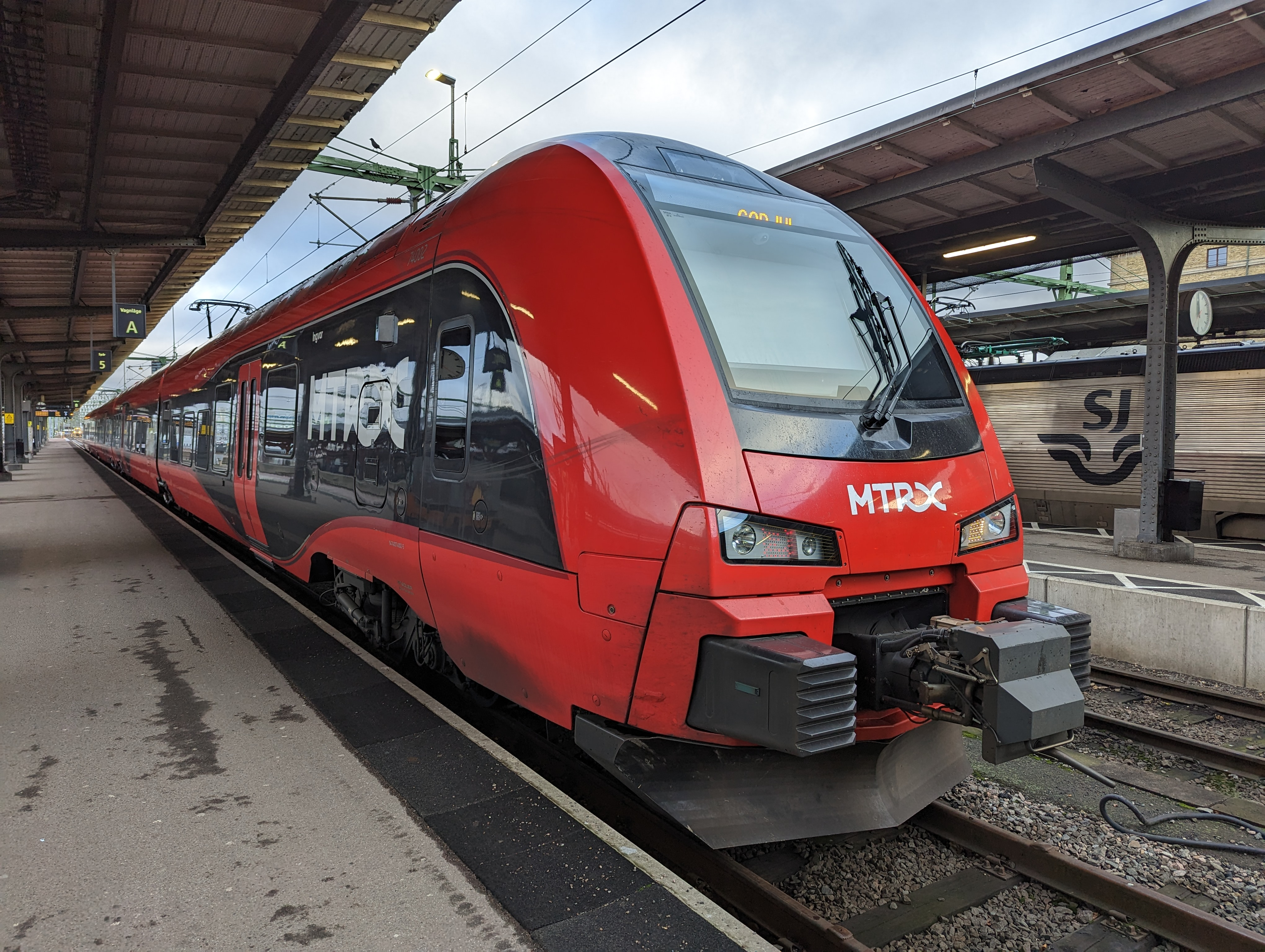
MTRX i Göteborg
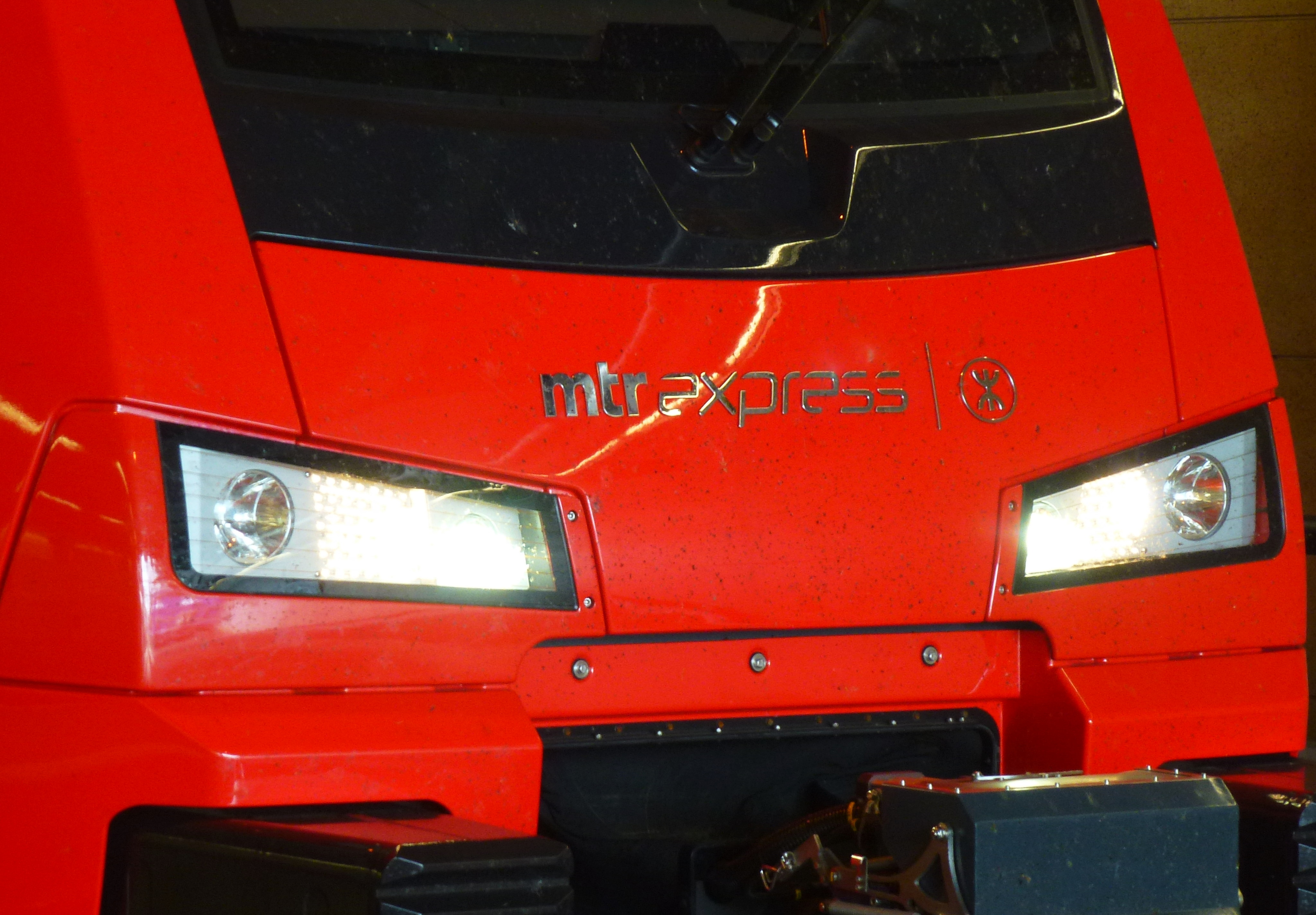
Närbild på ett MTRX-tåg
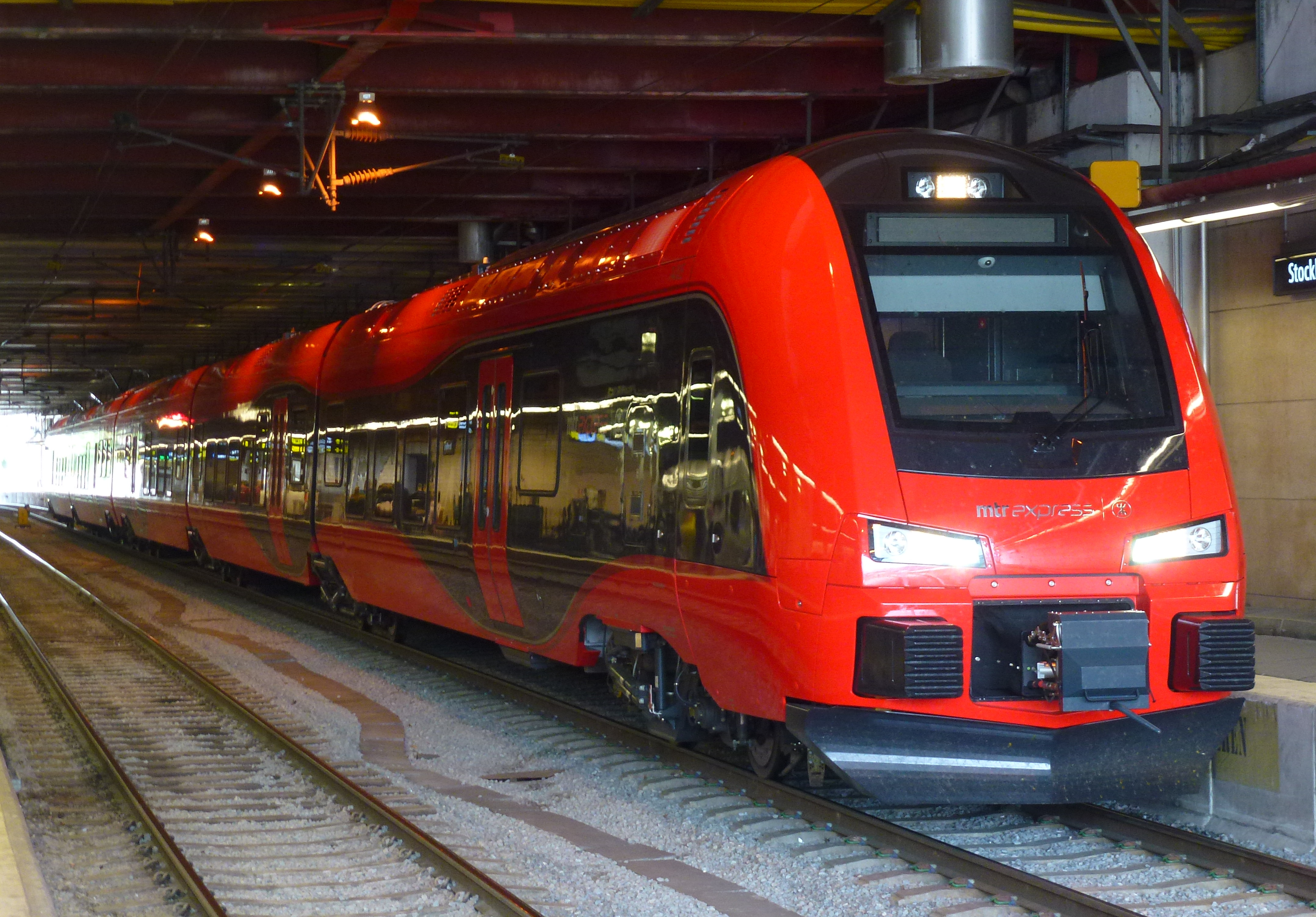
MTRX på Stockholms central